# Piotr Glücklich
Piotr Glücklich (ur. 18 listopada 1966) – polski żużlowiec.
Syn Henryka Glücklicha, również żużlowca.
W latach 1983–1988 reprezentował klub Polonia Bydgoszcz i startował w rozgrywkach o drużynowe mistrzostwo Polski, zdobywając trzy medale: dwa srebrne (1986, 1987) oraz brązowy (1988).
Dwukrotny finalista młodzieżowych indywidualnych mistrzostw Polski (Lublin 1985 – VI m., Toruń 1986 – X m.). Dwukrotny srebrny medalista młodzieżowych mistrzostw Polski par klubowych (Bydgoszcz 1985, Leszno 1987). Brązowy medalista młodzieżowych drużynowych mistrzostw Polski (Gorzów Wielkopolski 1987). Dwukrotny finalista turniejów o "Brązowy Kask (Bydgoszcz 1984 – VI m., cykl turniejów 1985 – IV m.). Trzykrotny finalista turniejów o "Srebrny Kask (1985 – XII m., 1986 – IX m., 1987 – III m.; we wszystkich latach – cykl turniejów).